# Demokratische Fortschrittspartei (Japan)
Die Demokratische Fortschrittspartei (japanisch 民進党, Minshintō; englisch The Democratic Party, DP, deutsch „Demokratische Partei“) war eine politische Partei in Japan. Sie entstand im März 2016 aus der Vereinigung von Demokratischer Partei (englisch Democratic Party of Japan) und Ishin no Tō („Partei der Reformation/Restauration“; englisch Japan Innovation Party). und fusionierte im Mai 2018 mit der Kibō no Tō („Partei der Hoffnung“; englisch The Party of Hope) zur Volksdemokratischen Partei (englisch Democratic Party For the People). Sie sah sich selbst als linksliberale Catch-all-Partei und stand den Abenomics und einer Änderung des Artikel 9 der japanischen Verfassung kritisch gegenüber. Hinter der regierenden Liberaldemokratischen Partei war sie bis zur Unterhauswahl 2017 die größte Oppositionspartei, seitdem jedoch nur noch mit 14 Abgeordneten im Unterhaus vertreten, die ohne Parteinominierung gewählt wurden und sich auch nicht mehr alle in einer Fraktion versammeln. Im nationalen Oberhaus sowie in vielen Präfektur- und Kommunalparlamenten war sie weiterhin stärkste Oppositionspartei.

## Geschichte

### Gründung
Am 24. Februar 2016 verkündeten die Demokratische Partei und die Ishin no Tō, dass sie auf einer gemeinsamen Versammlung am 27. März 2016 die Vereinigung der Parteien beschließen werden und damit eine neue Oppositionspartei Minshintō (englisch zunächst provisorisch Democratic Innovation Party, DIP, deutsch „Demokratische Innovationspartei“) gründen, die bei den Wahlen im Sommer 2016 antreten wird.
Am 18. März verständigten sich die beiden Parteien auf die englische Eigenbezeichnung The Democratic Party.
Am 27. März 2016 erfolgte die Gründung der Partei. Im Ober- und Unterhaus war sie zu diesem Zeitpunkt mit insgesamt 146 Sitzen vertreten.
Am 15. September 2016 wurde der bisherige Vorsitzende Katsuya Okada von Renhō Murata abgelöst. Sie setzte sich mit insgesamt 503 von 849 Punkten – 80 von 147 Stimmen unter den Abgeordneten im Nationalparlament, 50 von 118 Stimmen unter feststehenden Kandidaten fürs Nationalparlament, 847 von 1393 Stimmen unter Abgeordneten in Präfektur- und Gemeindeparlamenten, 59539 von 96181 Stimmen unter Mitgliedern und registrierten Anhängern – gegen ihre beiden Konkurrenten Seiji Maehara (230 Punkte) und Yūichirō Tamaki (116 Punkte) durch.
Am 25. Juli 2017 trat Generalsekretär Yoshihiko Noda angesichts der historischen Niederlage der Minshintō bei der Präfekturparlamentswahl in Tokio 2017 von seinem Posten zurück. Zwei Tage später folgte aufgrund mangelndem Vertrauen innerhalb der Partei der Rücktritt von Parteichefin Renhō Murata. Die Wahl des neuen Vorsitzenden fand am 1. September 2017 statt, und Seiji Maehara wurde zum Vorsitzenden gewählt. Er setzte sich mit 502 von 834 Punkten gegen seinen Konkurrenten Yukio Edano (332 Punkte) durch. Das Amt des Generalsekretärs übernahm am 5. September Atsushi Ōshima.

### Zusammenarbeit mit der Kibō no Tō
Am 28. September 2017 gab der Vorsitzende Maehara nach Absprache mit der Tokioter Gouverneurin und Parteivorsitzenden der Kibō no Tō Yuriko Koike bekannt, dass die Minshintō keine eigenen Kandidaten für die Shūgiin-Wahl 2017 aufstellen werde und versicherte den Minshintō-Mitgliedern, sie im Falle einer Kandidatur für die Kibō no Tō zu unterstützen. An diese hatte sie bereits eine Reihe von Abgeordneten verloren. Nachdem Koike mehrfach darauf hingewiesen hatte, dass sie keinesfalls alle Anhänger der Minshintō aufnehmen und jeden Beitrittskandidaten auf seine politische Einstellung prüfen werde, gaben mehrere linksorientierte Minshintō-Mitglieder daraufhin bekannt, nicht für die Koikes Partei kandidieren zu wollen. Dazu gehörten beispielsweise die ehemaligen Premierminister Naoto Kan und Yoshihiko Noda sowie der stellvertretende Vorsitzende der Minshintō, Yukio Edano. Folglich gründete Edano als Alternative zur Kibō no Tō die liberal ausgerichtete Konstitutionell-Demokratische Partei (kurz KDP; 立憲民主党 Rikken Minshutō; engl. The Constituional Democratic Party of Japan). Die Kibō no Tō erklärte bezüglich des Auswahlverfahrens für Kandidaten, dass sie u. a. Personen, die in der Vergangenheit hohe Ämter in den Staatsorganen innehatten, nicht aufnehmen werde. Noda, der ehemalige Außen- und Vizepremierminister Katsuya Okada und der ehemalige Finanzminister Jun Azumi gaben infolgedessen bekannt, als Unabhängige zu kandidieren, während Kan der KDP beitrat. Maehara selbst kandidierte als Unabhängiger und wurde für eine weitere Amtszeit als Abgeordneter wiedergewählt. Er hat sich in der ersten Sitzung wie angekündigt der Kibō-Fraktion angeschlossen.
13 Abgeordnete im neuen Unterhaus, davon die meisten aus der Demokratischen Fortschrittspartei, reichten am 26. Oktober 2017 kurz vor der konstituierenden Sitzung die Gründung der Fraktion Mushozoku no Kai beim Sekretariat des Abgeordnetenhauses ein.
Am 30. Oktober 2017 trat Maehara angesichts der Niederlage der Kibō no Tō von seinem Posten zurück. Zu seinem Nachfolger wurde einen Tag später ohne Gegenkandidat der Oberhausabgeordnete Kōhei Ōtsuka gewählt, dessen Amtszeit zunächst für den Zeitraum bis Ende September 2018 angesetzt wurde. Das Amt des Generalsekretärs übernahm am 8. November 2017 Teruhiko Mashiko.

### Auflösung
Bereits seit seiner Ernennung zum Parteivorsitzenden hatte Ōtsuka den Wunsch nach einer neuen Partei geäußert, um die zersplitterte Opposition zu vereinigen. Im April 2018 wurden diese Pläne konkretisiert und Ōtsuka konnte den Kibō-Vorsitzenden Yūichirō Tamaki von einer Vereinigung ihrer Parteien überzeugen, nicht jedoch Edanos KDP und Ichirō Ozawas Liberale Partei. Auch innerhalb der Minshintō gab es Meinungsverschiedenheiten über das Vorgehen Ōtsukas; viele erfahrene Mitglieder wie Yoshihiko Noda, Katsuya Okada und Jun Azumi traten daraufhin aus der Partei aus; insgesamt lehnten 40 % der DFP-Abgeordneten eine Fusion mit der Kibō no Tō ab und gaben bekannt, aus der Partei auszutreten. Am 7. Mai 2018 erfolgte der Gründungsparteitag der neuen „Volksdemokratischen Partei“ (国民民主党 Kokumin Minshutō; engl. Democratic Party For the People) und somit die Auflösung der Minshintō. Letztendlich traten aufgrund interner Streitigkeiten innerhalb der Parteien lediglich 62 Abgeordnete der neuen Partei bei, während es bei einer vollständigen Fusion von Minshintō und Kibō zu einer Summe von 107 Abgeordneten gekommen wäre und die Volksdemokratische Partei somit die KDP (74 Abgeordnete) als größte Oppositionspartei abgelöst hätte.

## Führungsstruktur

### Parteivorsitzender
Ähnlich wie bei der LDP wurde der Vorsitzende formal von Abgeordneten, Parteimitgliedern und Anhängern gewählt, in den meisten Fällen aber nur von den nationalen Abgeordneten bestimmt. Das Wahlverfahren war von der Demokratischen Partei übernommen worden.
Liste der Parteivorsitzenden
- Katsuya Okada: März 2016–September 2016
- Renhō Murata: September 2016–September 2017
- Seiji Maehara: September 2017–Oktober 2017
- Kōhei Ōtsuka: Oktober 2017–Mai 2018

### Parteivorstand
Wichtige Positionen im Parteivorstand neben dem Parteivorsitzenden waren der Generalsekretär, der Vorsitzende des politischen Forschungsausschusses (kurz PARC) und der Vorsitzende des Komitees für Parlamentsangelegenheiten (国会対策委員会 Kokkai Taisaku Iinkai, kurz 国対 Kokutai).
Liste der Generalsekretäre
- Yukio Edano: März 2016–September 2016
- Yoshihiko Noda: September 2016–September 2017
- Atsushi Ōshima: September 2017–Oktober 2017
- Teruhiko Mashiko: November 2017–Mai 2018

Liste der PARC-Vorsitzenden
- Shiori Yamao: März 2016–September  2016
- Hiroshi Ōgushi: September 2016–September 2017
- Takeshi Shina: September 2017–Oktober 2017
- Shin'ya Adachi: November 2017–Mai 2018

Liste der Kokutai-Vorsitzenden
- Jun Azumi: März 2016–September 2016
- Kazunori Yamanoi: September 2016–September 2017
- Yorihisa Matsuno: September 2017–Oktober 2017
- Hirofumi Hirano: November 2017–Mai 2018

Daneben gehörten zum Vorstand unter anderem die Vizevorsitzenden (fuku-daihyō), der Vorsitzende des Wahlkampfausschusses, der stellvertretende Generalsekretär (kanjichō daikō) und der stellvertretende Generalsekretär (kanjichō dairi). Darüber hinaus gab es den Posten des „ständigen Beraters“ (jōnin komon).

## Wahlergebnisse

### National
Wahlsiege als stärkste Partei unterstrichen, absolute Mehrheiten fett.
| Jahr               | Unterhauswahlergebnisse | Unterhauswahlergebnisse | Unterhauswahlergebnisse | Unterhauswahlergebnisse | Unterhauswahlergebnisse | Unterhauswahlergebnisse | Oberhauswahlergebnisse | Oberhauswahlergebnisse | Oberhauswahlergebnisse | Oberhauswahlergebnisse | Oberhauswahlergebnisse | Oberhauswahlergebnisse | Oberhauszusammensetzung |
| Jahr               | Kandidaten              | Mehrheitswahl           | Mehrheitswahl           | Verhältniswahl          | Verhältniswahl          | Mandate gesamt          | Kandidaten             | Mehrheitswahl          | Mehrheitswahl          | Verhältniswahl         | Verhältniswahl         | Mandate gesamt         | Oberhauszusammensetzung |
| Jahr               | Kandidaten              | Stimmenanteil           | Mandate                 | Stimmenanteil           | Mandate                 | Mandate gesamt          | Kandidaten             | Stimmenanteil          | Mandate                | Stimmenanteil          | Mandate                | Mandate gesamt         | Oberhauszusammensetzung |
| ------------------ | ----------------------- | ----------------------- | ----------------------- | ----------------------- | ----------------------- | ----------------------- | ---------------------- | ---------------------- | ---------------------- | ---------------------- | ---------------------- | ---------------------- | ----------------------- |
| Bei Parteigründung | Bei Parteigründung      | Bei Parteigründung      | Bei Parteigründung      | Bei Parteigründung      | Bei Parteigründung      | 96/475                  |                        |                        |                        |                        |                        |                        | 60/242                  |
| 2016               |                         |                         |                         |                         |                         |                         | 55                     | 25,1 %                 | 21/73                  | 21,0 %                 | 11/48                  | 32/121                 | 49/242                  |

### Präfekturen
Die erste Präfekturparlamentswahl, die die Partei bestritt, war die Wahl in Okinawa am 5. Juni 2016, wo aber schon die Demokratische Partei während ihrer Regierungszeit auf Nationalebene zu einer bedeutungslosen Kraft im Präfekturparlament geworden war; die Minshintō stellte 2016 einen Kandidaten auf, der erfolglos blieb.
Bei der Präfekturparlamentswahl in Tokio 2017 erhielt die Partei ihr historisch schlechtestes Ergebnis in Tokio und war unter den 127 Sitzen im Präfekturparlament mit nur noch 5 vertreten.

### Gemeinden
Landesweit verfügte die Minshintō bei den Vorwahlen in September 2016 über 1586 stimmberechtigte Abgeordnete aus subnationalen Parlamenten (47 Präfekturparlamente mit über 2.600 Mitgliedern, 1.741 Gemeindeparlamente mit über 30.000 Mitgliedern).